# Vanity 6
Vanity 6 — американський попгурт, створений 1982 року.
Vanity 6 — це вокальне тріо, що складалося з трьох співачок. Його засновником став артист та продюсер Прінс. Гурт було названо на честь співачки Веніті (від vanity — укр. марнославство), справжнє ім'я — Деніз Метьюз, з якою Прінс познайомився в рідному Міннеаполісі. Окрім неї до складу гурту увійшли Бренда Беннетт та С'юзен Мунсі. Тріо виступало разом з іншим проєктом Прінса, фанк-роковим гуртом The Time, поєднуючи попмузику, рок-музику, фанк та ритм-енд-блюз. Головним хітом гурту стала пісня «Nasty Girl» (укр. Погана дівчина), яка, як і більшість інших пісень Vanity 6 та їхніх виступів, мала відверто сексуальний характер.
Vanity 6 видали лише один однойменний альбом, після чого Веніті залишила гурт та розпочала сольну кар'єру. Її змінила інша протеже Прінса, співачка Аполлонія, після чого гурт змінив назву на Apollonia 6. Оновлений склад пішов вже знайомим шляхом, 1984 року випустивши однойменний альбом із головним хітом «Sex Shooter» (укр. Секс-шутер), а 1985 року розпався.